# Ala-Leipojärvi
Ala-Leipojärvi är en sjö i Gällivare kommun i Lappland och ingår i Kalixälvens huvudavrinningsområde. Sjön har en area på 0,435 kvadratkilometer och ligger 277,4 meter över havet. Sjön avvattnas av vattendraget Ala-Leipojoki.

## Delavrinningsområde
Ala-Leipojärvi ingår i det delavrinningsområde (744914-173570) som SMHI kallar för Utloppet av Ala-Leipojärvi. Medelhöjden är 296 meter över havet och ytan är 13,22 kvadratkilometer. Räknas de 2 avrinningsområdena uppströms in blir den ackumulerade arean 93,25 kvadratkilometer. Ala-Leipojoki som avvattnar avrinningsområdet har biflödesordning 3, vilket innebär att vattnet flödar genom totalt 3 vattendrag innan det når havet efter 200 kilometer. Avrinningsområdet består mestadels av skog (68 procent) och sankmarker (15 procent). Avrinningsområdet har 1,23 kvadratkilometer vattenytor vilket ger det en sjöprocent på 9,3 procent.